# Muskelpumpe
Als Muskelpumpe bezeichnet man eine Venenpumpe, die durch Muskelbewegung den Blutkreislauf unterstützt und die Rückführung des Blutes aus den Gliedmaßen des Körpers, beispielsweise den Beinen, in Richtung des Herzens fördert.
Muskeln dehnen sich aus, wenn der Körper in Bewegung gerät. Durch das An- und Entspannen der Muskeln in Bewegung werden die in der Tiefe der Muskeln verlaufenden Venen immer wieder komprimiert, was den Rückfluss des Blutes in Herzrichtung steigert. Dieser kann aufgrund von Venenklappen bei gesunden Venen immer nur in Richtung des Herzens erfolgen. Die Muskelfaszie dient als natürliches Widerlager für die Muskelbewegung, sodass die Muskelbewegung immer auf die Venen wirken kann. Deren Durchmesser wird entsprechend verringert, und das enthaltene Blut wird herzwärts herausgedrückt. Wenn der Muskel sich entspannt, vergrößert sich der Durchmesser der Venen wieder. Blut aus der Umgebung fließt hinein, um dann bei der nächsten Muskelkontraktion wieder in Herzrichtung gedrückt zu werden.
Die am besten untersuchte Muskelpumpe des menschlichen Körpers ist die Wadenmuskelpumpe. Bei Venenerkrankungen, bei denen der Venendurchmesser sich derart vergrößert hat, dass die Venenklappen nicht mehr schließen können, wird zur Unterstützung der Venenpumpe innerhalb der Wadenmuskulatur eine Kompressionstherapie eingesetzt, um die  Ventilfunktion der Venenklappen der betroffenen Beinvenen wiederherzustellen. Zugleich wirkt das jeweilige Kompressionsmaterial, also beispielsweise eine Kurzzugbinde, ein Kompressionsstrumpf oder eine Adaptive Kompressionsbandage, sozusagen als äußeres Widerlager. Entsprechend werden bei der Kompressionstherapie, neben dem eigentlichen Anpressdruck, zwei Druckwerte unterschieden, die vom jeweiligen Zustand der Muskelpumpe abhängen. Bei ruhendem Muskel spricht man vom Ruhedruck und der sich bewegende Muskel erzeugt den sogenannten Arbeitsdruck.
Diese Formen der Therapie wirken allerdings nur bei ausreichend mobilen Menschen und Menschen ohne arterielle Verschlusskrankheit oder Polyneuropathie. Weitere Möglichkeiten in der Kompressionstherapie sind die Manuelle Lymphdrainage und die Intermittierende pneumatische Kompression (IPK), auch Apparative Intermittierende Kompression (AIK), welche auch bei immobilen Patienten und sehr eingeschränkt und unter strenger ärztlicher Kontrolle bei Patienten mit pAVK oder Polyneuropathie eingesetzt werden kann. Diese Therapieoption kann die Funktion der Muskelpumpe zu einem gewissen Grad ersetzen, indem ein elektronisch gesteuerter Druck über luftgefüllte Manschetten, die um die betroffene Gliedmaße angelegt werden, intermittierend komprimierend auf die Venen einwirkt.
Weitere Venenpumpen befinden sich im Kniegelenk und im Sprunggelenk. Hierbei handelt es sich allerdings nicht um Muskelpumpen, sondern um Gelenkpumpen. Ein Ausfall der Wadenmuskel- und Sprunggelenkpumpe durch eingeschränkte Bewegung oder Bewegungsmangel, etwa durch einen Gipsverband oder langes Sitzen (Fernreisen), vermindert den Blutfluss in den Beinvenen und begünstigt die Entstehung von Blutgerinnseln (Thrombosen) und Ödemen.